# Cardisoma
Cardisoma es un género de cangrejos terrestres de la familia Gecarcinidae.

## Especies
Hay 4 especies en este género:
- Cardisoma guanhumi Latreille, 1825
- Cardisoma carnifex Herbst, 1794
- Cardisoma crassum Smith, 1870
- Cardisoma armatum Herklots, 1851